# Bèumont de Lomanha
Bèumont de Lomanha (en francès Beaumont-de-Lomagne) és un municipi francès situat al departament de Tarn i Garona i a la regió d'Occitània. Limita amb els municipis de Serinhac, Esparsac, Gimat, Autariba, Escasaus, Combarogèr i Vigaron.

## Demografia
| 1962                                       | 1968  | 1975  | 1982  | 1990  | 1999  | 2007  |
| ------------------------------------------ | ----- | ----- | ----- | ----- | ----- | ----- |
| 3.486                                      | 3.629 | 3.625 | 3.579 | 3.488 | 3.690 | 3.733 |
| Des de 1962: població sense dobles comptes |       |       |       |       |       |       |

## Administració
| Període   | Identitat         | Partit |
| --------- | ----------------- | ------ |
| 1986-2001 | Pierre Calvignac  | PS     |
| 2001-2008 | Faustin Llido     | UMP    |
| 2008-     | Jean-Luc Deprince | PRG    |

## Personatges il·lustres
- Pierre de Fermat, matemàtic

## Monument

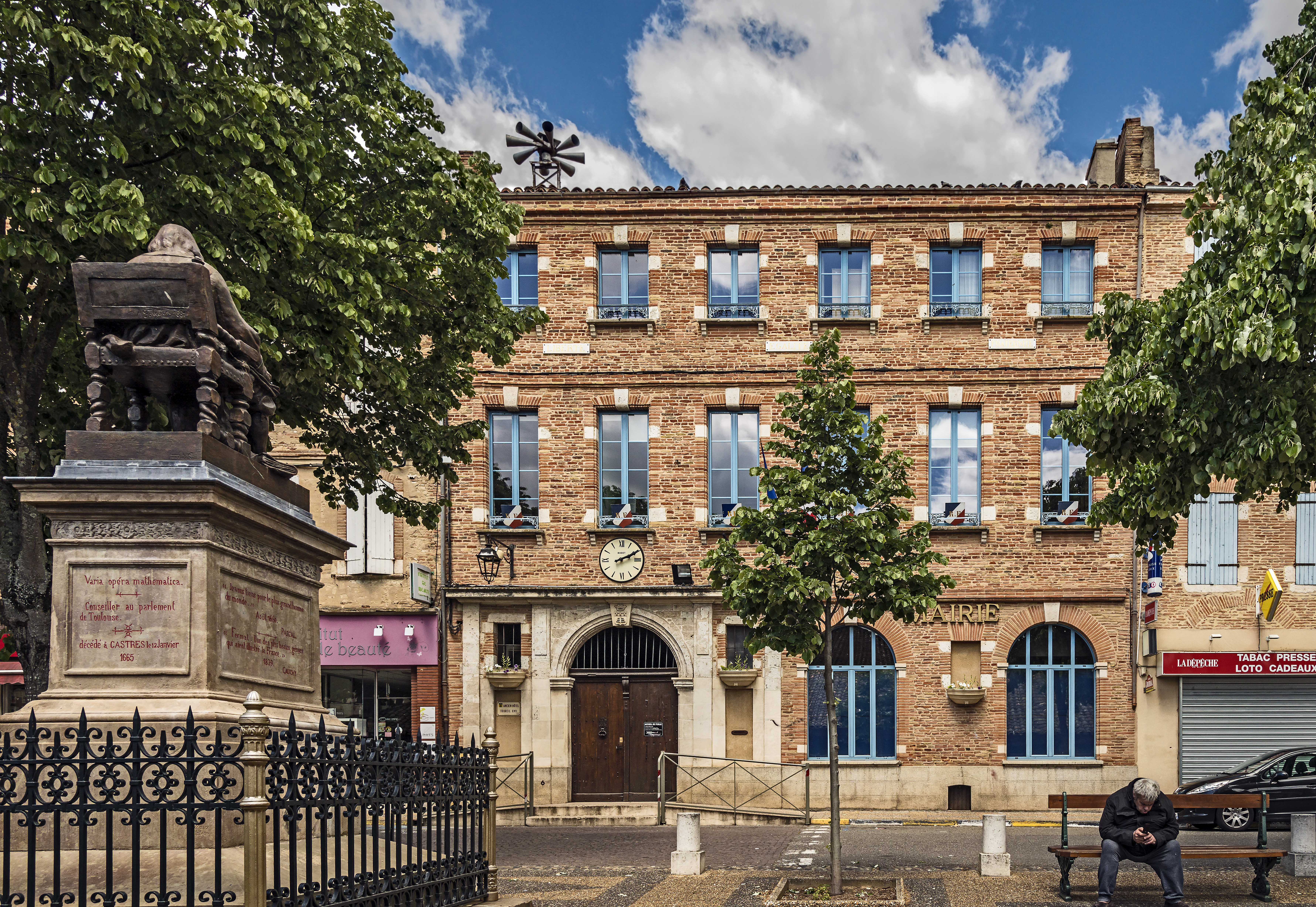
Ajuntament
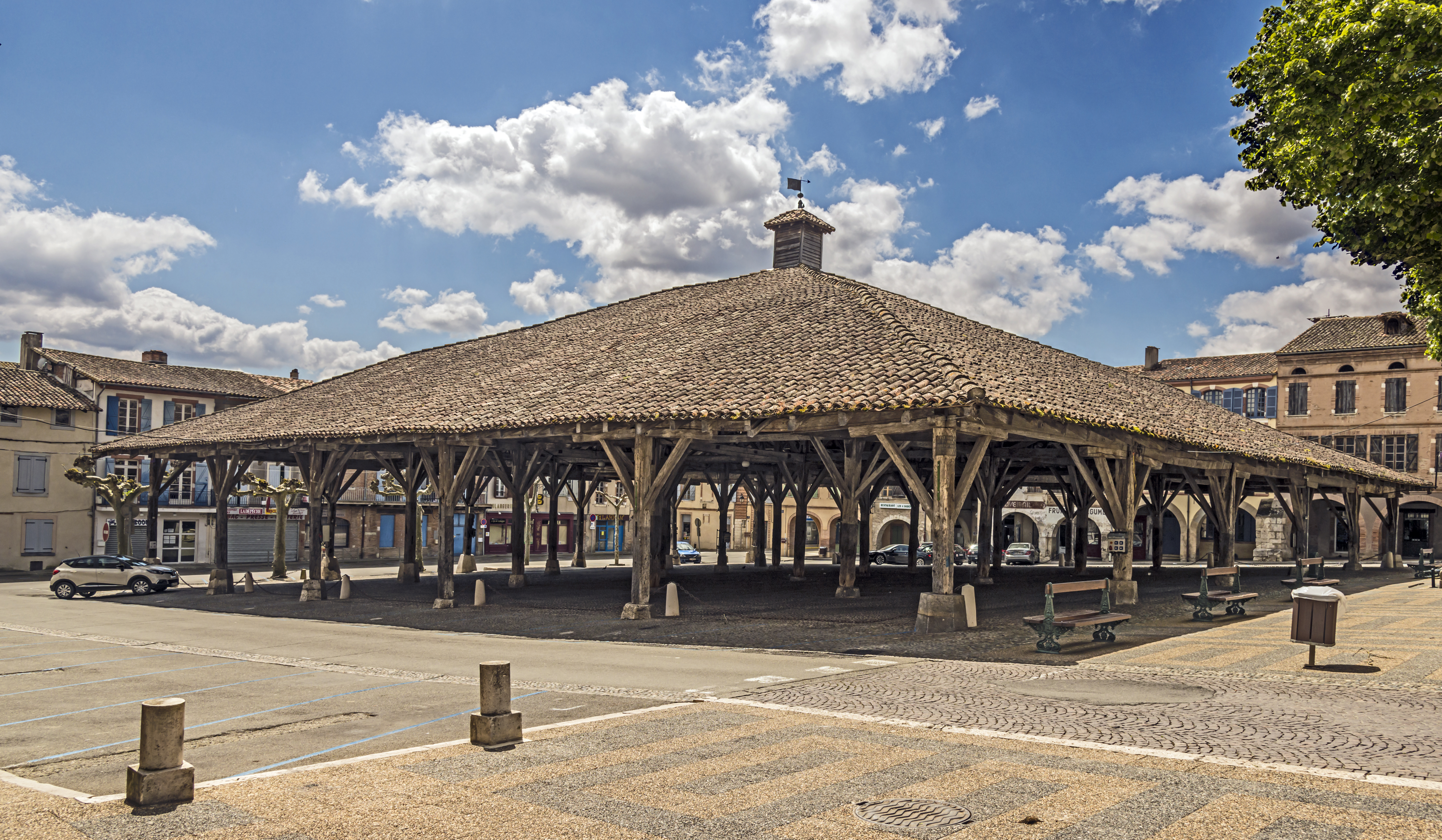
el mercat cobert
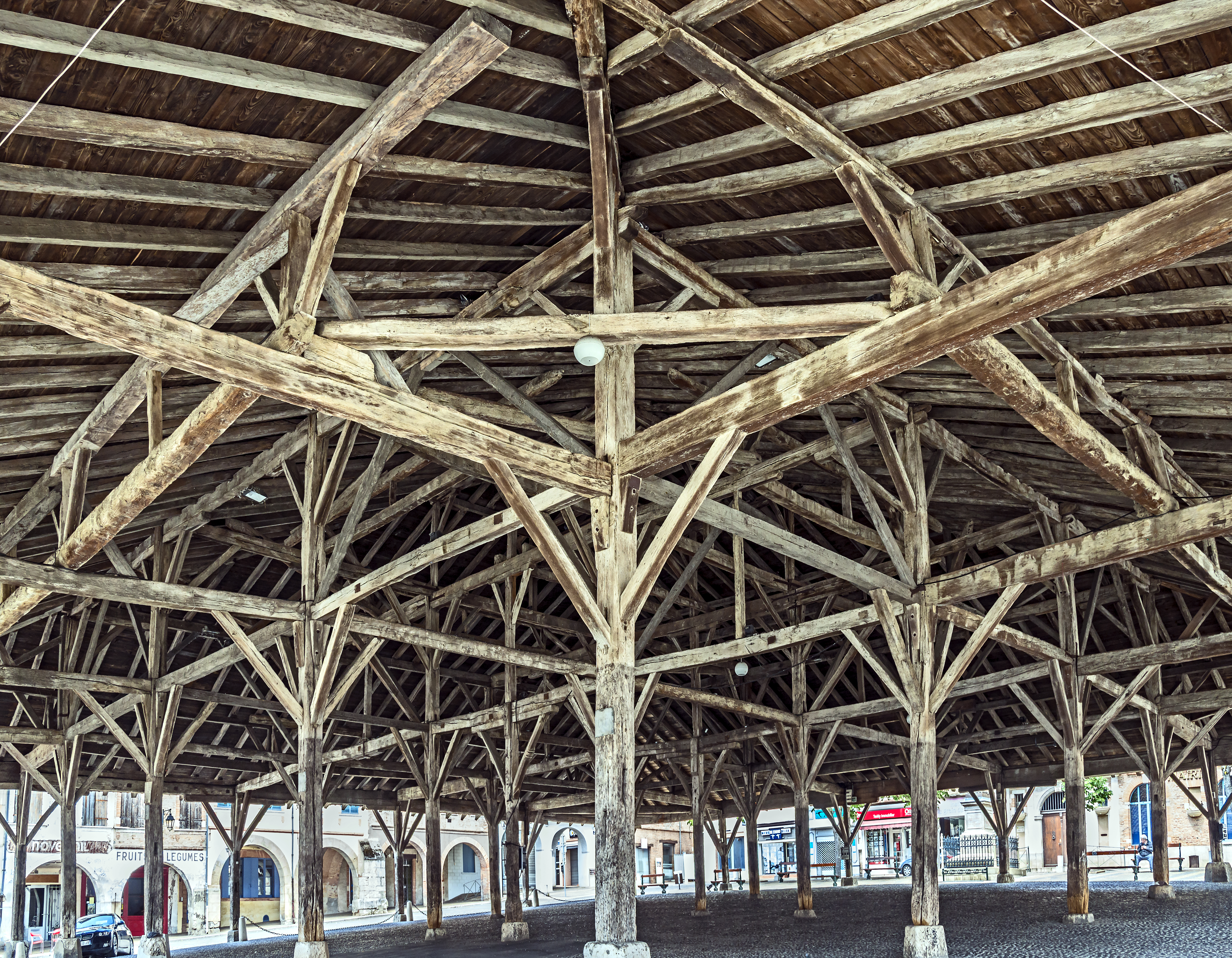
el mercat cobert
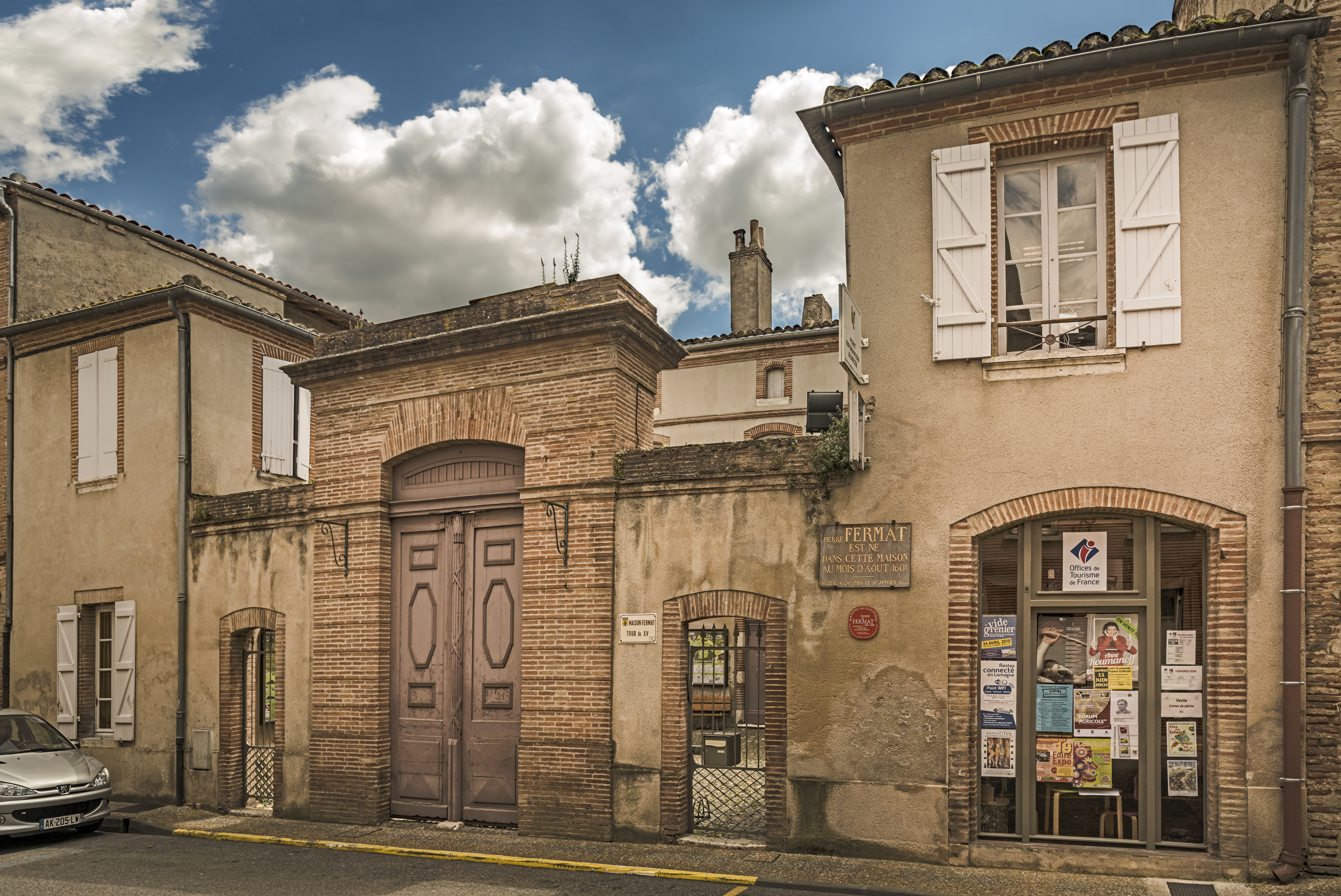
Fermat Casa
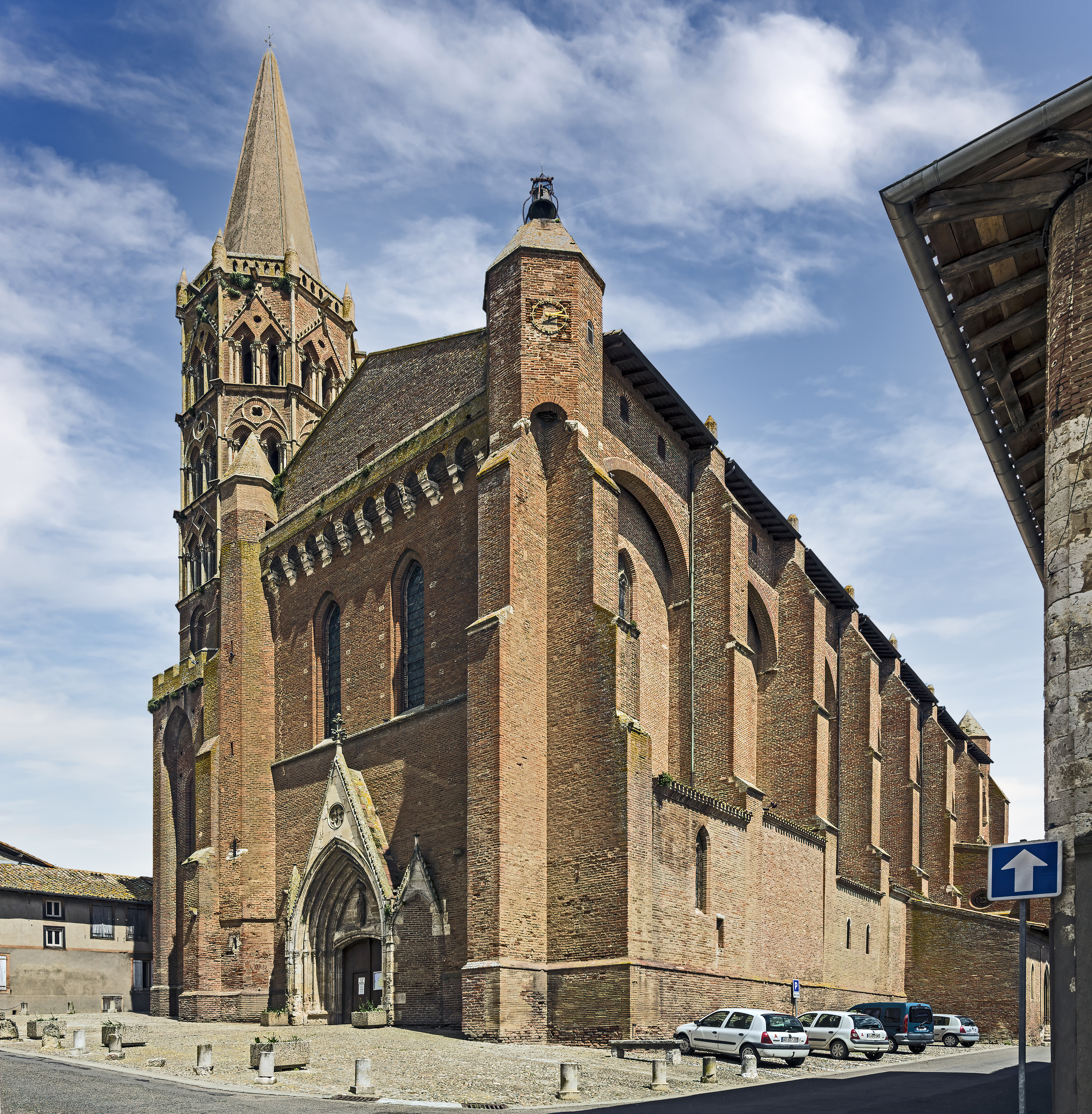
L'Església
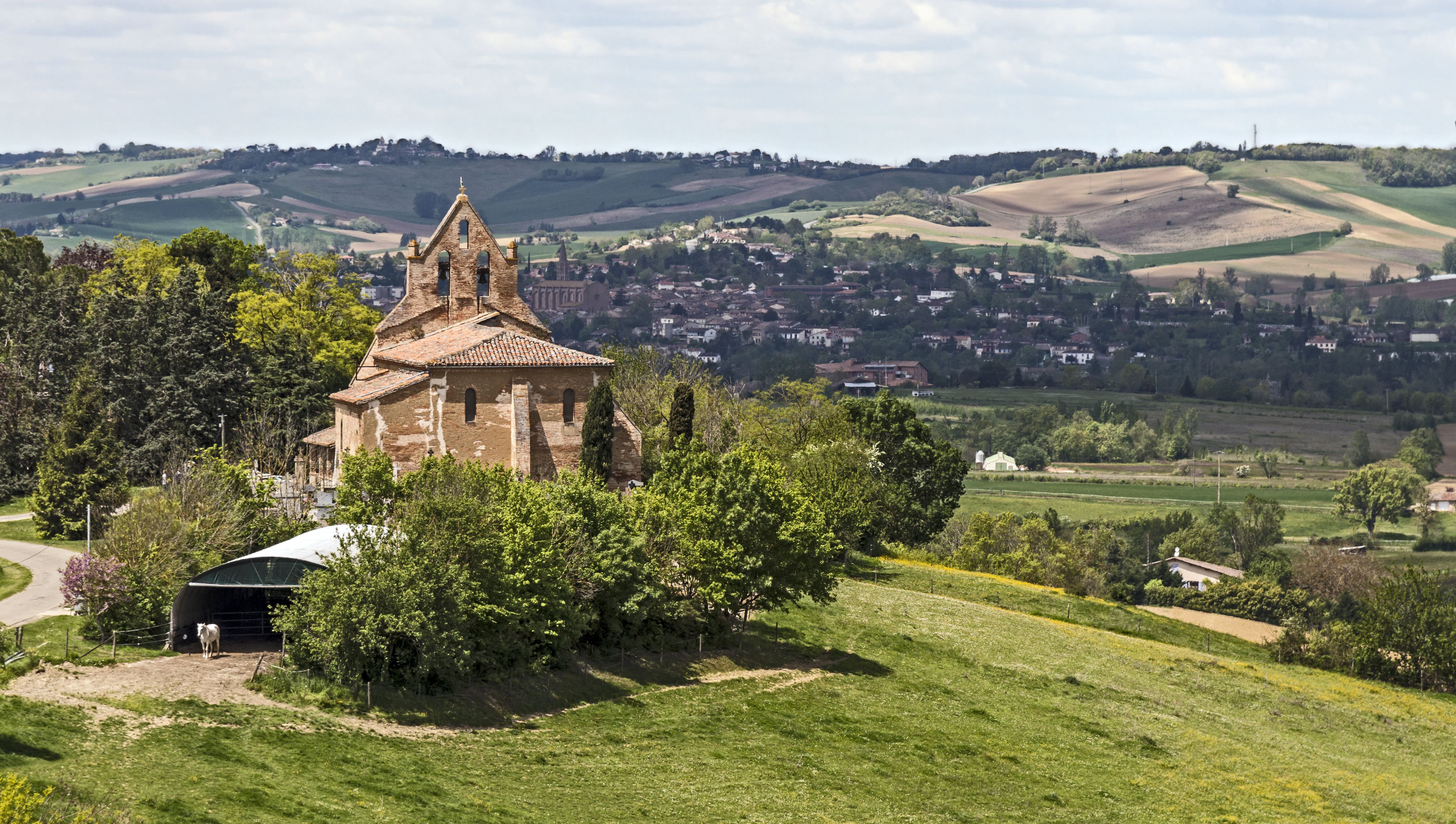
Capella Sant Joan